# Темелко Иванчев
Темелко Ива̀нчев Стоименов е български лесовъд. Професор в Агрономическия факултет на Софийския университет.

## Биография
Роден е на 14 септември 1880 г. в Дупница. През 1907 г. завършва лесовъдство в Санкт Петербург. В 1925 г. специализира в Цюрих, а през 1926 г. – във Виена. От 1928 г. е доцент, а от 1932 г. е професор по лесоустройство. През 1936 – 1949 г. е ръководител на катедрата по лесоустройство с горска таксация в Агрономо-лесовъдския факултет на Софийския университет.
Умира на 14 ноември 1956 г. в София.

## Научна дейност
Работи върху лесоустройството и горската таксация и е автор на първите учебници в тази насока. По-важни негови научни трудове са:
- „Развитие на лесоустройството изобщо и у нас“ – съчинение – 1926 г.
- „Курс по горска таксация“ – 1934 г.
- „Строеж и растеж на насажденията в боровите родопски гори“ – съчинение – 1931 – 36 г.
- „Оценка на горите с горска статистика“ – 1940 г.